# Chorwerk Ruhr
Chorwerk Ruhr is een Duits koor, dat in 1999 werd opgericht te Bochum. Onder de artistieke leiding van Frieder Bernius waren ze gespecialiseerd in barokmuziek. Sinds 2011 is Florian Helgath artistiek leider en dirigent van het koor en brengen ze meer hedendaagse koormuziek, maar steeds in de context van de muziekgeschiedenis. 

## Biografie
Het vocaal ensemble ChorWerk Ruhr werd opgericht door KulturRuhr GmbH, het bestuur van het Ruhrgebied en de stad Essen en het Ministerie van Cultuur en Wetenschap van Noordrijn-Westfalen. Artistiek leider en dirigent was mede-oprichter professor Frieder Bernius. Hij had een voorkeur voor barokmuziek, maar het repertoire van het koor ging van vroege homofonie en polyfonie, musica antiqua, tot alle bekende oratoria. Bernius leidde het koor tot 2003. Na zijn vertrek namen dirigenten zoals Reinhard Goebel, Peter Neumann, Robin Gritton, Sylvain Cambreling en Hans Zender de leiding op zich voor individuele projecten. Pas in 2008 nam Rupert Huber de functie van artistiek leider op zich.
In november 2011 nam dirigent Florian Helgath de artistieke leiding over. Hij verlegde de focus van het koor meer naar hedendaagse koormuziek, die hij in de context van het muzikale verleden plaatste. Het koor bracht met hem muziek van Johann Sebastian Bach tot Hans Zender en van Claudio Monteverdi tot Wolfgang Rihm. Ze brachten ook premières van werk van componisten zoals Hans Schanderl, Gerhard Stäbler, Clytus Gottwald, Rupert Huber, Moritz Eggert, Robert Moran, Ēriks Ešenvalds en Nikolaus Messing.
ChorWerk Ruhr werkt samen met de Ruhrtriennale en sinds 2002 namen ze jaarlijks deel aan operaproducties van dat festival. Het koor werkte ook vaak mee aan producties van Duitse radiozenders WDR en DLF.
Het koor werkte met dirigenten als George Benjamin, Frieder Bernius, Rupert Huber, Susanna Mälkki, Kent Nagano, Emilio Pomàrico, Peter Rundel, Marcus Stenz en Bruno Weil. Ze speelden concerten met orkesten zoals Deutsche Kammerphilharmonie Bremen, Berliner Philharmoniker, Concerto Köln, Ensemble Resonanz, l'arte del mondo, Ensemble Musikfabrik, Ensemble Modern, Bochumer Symphoniker, SWR Symphonieorchester, Symphonieorchester des Bayerischen Rundfunks, Schönberg Ensemble, Cappella Coloniensis, Junge Deutsche Philharmonie en Radio-Sinfonieorchester Stuttgart des SWR. Ze traden aan op festivals zoals Berliner Festspiele, Audi Sommerkonzerte en Eclat Festival Stuttgart.
Met B'Rock Orchestra en Muziektheater Transparant maakten ze in 2017 de voorstelling Earth Diver. Deze voorstelling was een co-productie van Ruhrtriënnale, Klarafestival, Operadagen Rotterdam, MAfestival, B’Rock en Escautville. Regisseur Wouter Van Looy gebruikte materiaal van filosofen Peter Sloterdijk en Slavoj Žižek voor een portret van een samenleving in crisis. Deze voorstelling ging in première op de Ruhrtriënnale 2017. In 2018 stonden Helgath en ChorWerk Ruhr in deSingel in Antwerpen, met een programma van Rossini, en in 2019 in Muziekgebouw Amsterdam, met een programma van Bach en Kagel. In 2021 brengen Helgath en ChorWerk Ruhr met sopraan Johanna Winkel de Belgische première van Mansur van componist Samir-Odeh Tamimi in deSingel.
In januari 2021 werkte ChorWerk Ruhr mee aan een opvoering van Einstein On The Beach van Philip Glass in Dortmund.

## Artistieke leiding
- Frieder Bernius (1999-2003)
- Rupert Huber (2008-2011)
- Florian Helgath (vanaf 2011)

## Discografie
- L'Innocenza Giustificata - van Christoph Willibald Gluck, door María Bayo, Andreas Karasiak, Marina de Liso, Verònica Cangemi, Chorwerk Ruhr, Cappella Coloniensis en dirigent Christopher Molds (Deutsche Harmonia Mundi / BMG Records - 2004)
- Die schöne Galathée - van Franz von Suppé, door Chorwerk Ruhr, Cappella Coloniensis en dirigent Bruno Weil (Capriccio - 2005)[19]
- Romances & Ballads - van Robert Schumann, door Chorwerk Ruhr en dirigent Robin Gritton (Capriccio - 2007)
- Vigilia - van Wolfgang Rihm, door Chorwerk Ruhr, Ensemble Modern en dirigent Rupert Huber (NEOS - 2010)
- Moses Und Aron - van Arnold Schönberg, regie van Willy Decker, door Chorwerk Ruhr, Bochumer Symphoniker, Dale Duesing, Andreas Conrad (Euroarts DVD - 2010)
- Ein deutsches Requiem - van Johannes Brahms, door Johanna Winkel, Krešimir Stražanac, Sebastian Breuing, Christoph Schnackertz, Chorwerk Ruhr en dirigent Florian Helgath (Coviello Classics - 2019)[20]
- Cafe Beethoven (Bagatellen von und über Beethoven für Chor, Mezzosopran, Schauspieler, Klavier) - door Elvira Bill, Thomas Weissengruber, Christopher Bruckman, ChorWerk Ruhr, Florian Helgath (Coviello Classics - 2019)
- Requiem - van Wolfgang Amadeus Mozart, door Gabriela Scherer, Anke Vondung, Tilman Lichdi, Tobias Berndt, Chorwerk Ruhr, Concerto Köln, Florian Helgath (Coviello Classics - 2020)